# Zeyad Iashaish
Zeyad Iashaish (arabisch زياد عشيش; * 23. Oktober 1998 in Amman) ist ein jordanischer Boxer. Er erreichte einen 9. Platz im Weltergewicht bei den Olympischen Spielen 2020 in Tokio und einen 5. Platz im Halbmittelgewicht bei den Olympischen Spielen 2024 in Paris.
Er ist der jüngere Bruder des Boxers Hussein Iashaish.

## Karriere
Iashaish trat 2016 im Alter von 18 Jahren der Nationalmannschaft bei, verlor bei der Asienmeisterschaft 2017 in Taschkent im Achtelfinale gegen Shaxram Gʻiyosov und bei der Weltmeisterschaft 2017 in Hamburg ebenfalls im Achtelfinale gegen Roniel Iglesias. Bei den Asienspielen 2018 in Jakarta besiegte er unter anderem Thulasi Tharumalingam und schied erst im Halbfinale mit einer Bronzemedaille gegen Aslanbek Schymbergenow aus.
Bei der Asienmeisterschaft 2019 in Bangkok unterlag er im Viertelfinale gegen Sewon Okazawa und bei der Weltmeisterschaft 2019 in Jekaterinburg ebenfalls erst im Viertelfinale gegen Bobo-Usmon Baturow. Zudem gewann er 2020 mit Siegen gegen Jason Mallia, Marion Ah Tong, diesmal auch Bobo-Usmon Baturow und Vikas Krishan die asiatisch-ozeanische Olympiaqualifikation in Amann, wodurch er sich für die 2021 in Tokio ausgetragenen Olympischen Spiele qualifizierte, wo er in der Vorrunde mit 2:3 gegen Merven Clair ausschied. Zudem war er Fahnenträger während der olympischen Eröffnungszeremonie. Bei der Weltmeisterschaft 2021 in Belgrad setzte er sich jeweils gegen Roniel Iglesias, Edin Sejdinović und Don Emini durch, ehe er im Viertelfinale gegen Alban Beqiri unterlag.
Bei der Asienmeisterschaft 2022 in Amman gewann er nach einer knappen Finalniederlage mit 2:3 gegen Aslanbek Schymbergenow die Silbermedaille und erkämpfte im Dezember 2022 bei der erstmals veranstalteten Champions‘ Night der IBA in Abu Dhabi mit einem einstimmigen Punktsieg gegen Roniel Iglesias den IBA-Weltmeistertitel im Halbmittelgewicht. Nachdem er bei den Asienspielen 2023 in Hangzhou im Achtelfinale gegen Sewon Okazawa ausgeschieden war, verlor er bei der Weltmeisterschaft 2023 in Taschkent bereits in der Vorrunde gegen Jose Rodriguez.
2024 gewann er mit Siegen gegen Alban Beqiri, Wendell Stanley, Eskerchan Madijew und Aidan Walsh das 2. olympische Qualifikationsturnier in Bangkok und startete dann bei den Olympischen Spielen 2024 in Paris, wo er nach Siegen gegen Aslanbek Schymbergenow und Sewon Okazawa, im Viertelfinale mit 2:3 gegen Lewis Richardson ausschied.